# Almonacid de la Cuba
Almonacid de la Cuba è un comune spagnolo di 325 abitanti situato nella comunità autonoma dell'Aragona.